# Anton Nicolai
Anton Nicolai (falecido em 1474) foi um prelado católico romano que serviu como bispo titular de Atira (1469–1474) e bispo auxiliar de Gniezno (1469 – 1474).

## Biografia
Anton Nicolai foi ordenado sacerdote na Ordem dos Frades Menores. A 23 de junho de 1469, foi nomeado durante o papado de Paulo II como Bispo Auxiliar de Gniezno e Bispo Titular de Atira. No dia 5 de agosto de 1470, foi consagrado bispo pelo bispo Giacomo, bispo de Sant'Angelo dei Lombardi, com Antonio Cicco da Pontecorvo, bispo de Caserta, e Bartolomeo Uggeri, bispo de Brugnato, servindo como co-consagradores. Serviu como Bispo Auxiliar de Gniezno até à sua morte em 1474.